# L'afinador de pianos
L'Afinador de Pianos és un llibre de ficció històric escrit per Daniel Mason, situat a l'Índia i la Birmània britàniques.

## Trama
La història es desenvolupa l'any 1886, a les selves de Birmània. El protagonista és un home de mitjana edat anomenat Edgar Drake. Rep l'encàrrec del departament de guerra britanic de reparar un estrany piano de cua Erard propietat d'un doctor de l'exèrcit anomenat Anthony Caroll. En Caroll va encarregar que li enviesin un piano amb la finalitat d'aconseguir la pau i la unió entre els princeps de Birmània per així fomentar l'expansió de l'imperi britànic. Degut a l'extrema humitat del clima tròpical, aviat el piano queda inservible i està totalment desafinat.
La missió d'en Drake es torna vital per als interessos de la corona britànica. El que comença amb una simple aventura militar porta a un remolí de complots i intrigues mentre que el metge de la milícia és culpat de traïció. Aleshores l'afinador de pianos recorre al cirurgià major en contra dels desitjos del personal militar i inesperadament està rodejat d'un entorn ple d'expectació.

## Adaptació
La novel·la va ser adaptada a una òpera per Nigel Osborne, amb un llibret d'Amanda Holden, que es va estrenar al Linbury Studio de la Royal Opera House el 2004.